# Industrijska rezervna armada
Industrijska rezervna armada (izraz uporabljata Marx in Engels) oziroma rezervna armada delovne sile pomeni množico brezposelnih proletarcev, ki strogo gledano niso niti mezdni delavci, saj sploh niso zaposleni. Rezervna armada delovne sile dobi ime po tem, da predstavlja množico »proste« delovne sile, ki je kapitalu vsak trenutek na razpolago, če jo potrebuje.

## Rezervna armada delovne sile in brezposelnost
Gledano zelo poenostavljeno je rezervna armada delovne sile približna sopomenka za brezposelnost. Njuna edina podobnost pa je v tem, da obravnavata isto demografsko skupino; med njunimi definicijami je opazna razlika.
Brezposelnost je delovno sposobno prebivalstvo, ki pa navkljub temu ni delovno aktivno; dodaten ključen kriterij je, da delovna neaktivnost ni prostovoljna. Za merjenje brezposelnosti se uporablja dve metodi. Prva metoda je beleženje registrirane brezposelnosti (v primeru Slovenije: število prijavljenih na Zavodu za zaposlovanje). Druga metoda je stopnja tako imenovane anketne brezposelnosti; četrtletne ankete se izvajajo po navodilih Mednarodne organizacije dela (ILO) in Statističnega urada Evropske Unije (Eurostat). Po besedah Urada Republike Slovenije za makroekonomske analize in razvoj:
»Po teh so brezposelne tiste anketirane osebe, ki v referenčnem tednu niso bile delovno aktivne (v skladu z navodili), a aktivno iščejo delo (preko zavodov za zaposlovanje, so poslale prošnje za zaposlitev ipd.) in so v naslednjih dveh tednih pripravljene sprejeti delo. Delovno aktivne pa so tiste osebe, ki so v zadnjem tednu (od ponedeljka do nedelje) opravljale kakršnokoli delo za plačilo, dobiček ali družisnko [sic!] dobrobit, ali imele status zaposlene ali samozaposlene, čeprav niso delale.«
Rezervna armada delovne sile brezposelnost nasprotno obravnava v kontekstu kapitalističnih razrednih odnosov. Pri tem pristopu je relevantno tako vprašanje, kakšni so sploh pogoji za brezposelnost oziroma rezervne armade delovne sile ter kakšno vlogo ta igra v kapitalistični ekonomiji.

## Relativna preobljudenost
Koncept relativne preobljudenosti je tesno povezan z rezervno armado delovne sile. Sam pojem relativne preobljudenosti je referenca na dvoje. 
Prvič: kot popravek in kritika Malthusa. Relativna preobljudenost ne izhaja iz pomanjkanja osnovnih življenjskih dobrin, kot npr. hrane, ampak je povsem ekonomski pojem; nanaša se na značilnosti kapitalističnega načina produkcije. Relativna preobljudenost, ki izhaja iz kapitalizma, ni povezana z »naravnimi« demografskimi omejitvami, ampak je definirana izključno glede na potrebe buržoazije; zato tudi pridevnik »relativna« preobljudenost. 
Kar vodi do druge reference: v kapitalizmu je konsistenten »višek« delovne sile (tj. obstoj brezposelnosti) višek le glede na potrebe kapitalistične produkcije. Če obstaja brezposelnost, to ne pomeni, da brezposelnih ne bi mogli produktivno zaposliti; pomeni le, da njihova zaposlitev ni najboljša rešitev za interese kapitala. Še več: zanj je obstoj rezervne armade delovne sile celo ugoden.

### Pogoji za relativno preobljudenost

#### (Ne)lastništvo produkcijskih sredstev
Rezervna armada delovne sile oziroma brezposelnost, kot jo poznamo pod kapitalizmom, lahko obstaja le pod kapitalistično privatno lastnino, saj le ta izpolnjuje vse zahtevane kriterije. Za brezposelnost je namreč potrebna ločitev producenta od produkcijskih sredstev. Ta pogoj ni izpolnjen čez vso človeško zgodovino; kmečka privatna lastnina, značilna za fevdalizem, tega pogoja na primer ne izpolnjuje. 
Na makroekonomskem nivoju je ta pogoj izpolnjen le s kapitalizmom; ločenost producenta od produkcijskih sredstev ter monopol slednjih v rokah kapitalističnega razreda je ključen pogoj tudi za obstoj mezdnega dela in produkcije presežne vrednosti.

#### Kapitalistična organizacija družbene delovne sile
Pri kapitalističnem načinu produkcije moramo nujno upoštevati, da njen glavni smoter ni zadovoljevanje družbenih potreb, ampak ustvarjanje profita. Nadalje moramo upoštevati sorodno opazko, da znanstveni menedžment v okviru kapitalizma ne deluje na nivoju celotne družbene produkcije, ampak individualnega kapitala. Drugače povedano: kapitalistična produkcija ni organizirana glede na to, kaj je koristno za družbo (ali celo zgolj za družbeno produkcijo), ampak kaj je koristno za individualni kapital.

##### Racionalizacija delovne sile
Kapitalist se pri produkciji presežne vrednosti znajde v dilemi. 
Po eni strani je živo delo edini vir nove vrednosti, s tem pa tudi presežne vrednosti. Če zmanjša delež živega dela v celotnem kapitalu, s tem zmanjša tudi relativno velikost presežne vrednosti; to vodi v padanje profitne mere. 
Drugo stran pa moramo razčleniti na dva dela. Prvič: nadpovprečna produktivnost delovne sile kapitalistu na kratki rok koristi, saj jo izkoristi za večjo profitno mero (tj. blago prodaja po stari, čeprav je njegova stroškovna cena manjša). Drugič: kapitalist ne loči med živim in mrtvim delom. Ne loči med konstantnim kapitalom (npr. stroji in surovine), ki svojo vrednost na končni produkt le prenesejo, ter živim delom, ki ustvarja presežno vrednost. 
Kapitalist, ki teži k zmanjševanju vseh stroškov, bo tako tudi težil k zmanjševanju, ki se nanašajo na delovno silo; med te stroške spada tudi število zaposlenih delavcev. V danem obsegu produkcije kapitalist tako ne teži k čimvečjemu, temveč nasprotno k čimmanjšemu številu zaposlenih delavcev. 
Kapitalist tako nima namena zmanjševati brezposelnost, saj takšen pristop ni v njegovem interesu; ne vidi, na primer, razloga, da bi zaposlil dva delavca, če lahko isto nalogo izpolni eden preobremenjen delavec.

##### Produktivnost in organska sestava kapitala
Ena izmed pomembnejših značilnosti kapitala je njegova organska sestava; ta je definirana kot razmerje mrtvega nasproti živemu delu. V drugih besedah: organska sestava kapitala nam pove, kolikšen delež celotnega kapitala se zgolj prenese na novo blago, kolikšen delež pa je vrednost, ki se v okviru obravnavanega kapitala dejansko ustvari na novo.
Ta definicija organske sestave kapitala je tesno povezana s produktivnostjo dela. Če se poveča njegova produktivnost, to pomeni, da isto delo proizvede več blaga. Poleg že opisanega vpliva na profitno mero ima kapitalistična produkcija še dodatno posledico, da širitev kapitalistične produkcije ni sorazmerna s povpraševanjem po delovni sili. Dvakrat povečana produkcija ne pomeni nujno dvakrat večjega povpraševanja po delovni sili; nasprotno je zaradi povečane produktivnosti, ki spremlja akumulacijo kapitala (npr. zaradi nakupa večjih in zmogljivejših strojev) lahko problem, kako obdržati obstoječe število zaposlenih ob uvedbi novih strojev in ostalih produkcijskih metod, ki povečujejo produktivnost delovne sile. 
To ni problem, ki bi zadeval le posamezni kapital, temveč je splošen trend kapitalističnega načina produkcije. Povpraševanje kapitala po delovni sili se ne povečuje sorazmerno z njegovo akumulacijo (širitvijo). Povpraševanje po delovni sili lahko celo stagnira. Relativno preobljudenost (tj. presežek družbene delovne sile glede na potrebe kapitalistične produkcije) tako v kapitalizmu vzdržuje sam razvoj produktivnih sil; ta z večanjem produktivnosti relativno (glede na celoten obseg produkcije) zmanjšuje delež živega dela, s tem pa tudi zmanjšuje povpraševanje po delovni sili, ki je vir živega dela.

#### Zaključek
Temeljni pogoj za obstoj relativne preobljudenosti in s tem tudi rezervne armade delovne sile izhaja iz kapitalistične privatne lastnine. Ta po eni strani pomeni buržoazni monopol nad produkcijskimi sredstvi (in s tem tudi prisvajanja družbenega produkta), po drugi strani pa obstoj razreda mezdnih delavcev, ki je s tem vezan na buržoazijo. Ločenost producenta od produkcijskih sredstev, ki je ključen pogoj za obstoj mezdnega delavca, je ključen tudi za obstoj rezervne armade delovne sile. Če ta ključni pogoj ni izpolnjen, niso izpolnjeni tudi pogoji za obstoj brezposelnosti, kot jo poznamo v kapitalizmu.
Rezervna armada delovne sile ne obstaja le v času periodičnih kapitalističnih kriz, ampak je  v kapitalizmu stalnica; niha le njen obseg. Kapitalistični način produkcije teži k povečevanju produktivnosti dela; to ima za posledico, da obseg razpoložljive delovne sile narašča hitreje kot povpraševanje kapitala po tej delovni sili. 

## Vloga rezervne armade delovne sile v kapitalizmu
Rezervna armada delovne sile ima iz vidika kapitalistične produkcije (torej, glede na interese buržoazije) dve pomembni funkciji.

### Rezerva delovne sile
Prva funkcija je razvidna že iz samega imena rezervne armade delovne sile. Kapitalistična produkcija ni namenjena lastni porabi (za razliko od kmečke privatne lastnine), ampak prodaji na trgu. Nadalje je osnovni cilj kapitala, da poveča svojo vrednost. Nadalje je ena izmed oblik kapitala tako imenovan produktivni kapital, ki poleg produkcijskih sredstev vključuje delovno silo. 
Če je glavni cilj kapitala akumulacija (tj. njegovo samopovečevanje), to velja tudi za produktivni kapital; posledično tudi za delovno silo. Povedano drugače: kapitalist bo v prihodnosti (morda) potreboval dodatno delovno silo, če bo razširil svoj posel. Če bo potreboval dodatne delavce, mu tako ne bo treba dolgo iskati, saj bo imel na razpolago množico kandidatov iz rezervne armade delovne sile.
Povedano velja tako iz vidika posameznega kot družbenega kapitala. Primer drugega je širitev v nove produkcijske panoge, kar zahteva postavitev novih obratov in večje zaposlovanje novih mezdnih delavcev; te kapital črpa iz rezervne armade delovne sile. Kot zgodovinski primer Marx navaja gradnjo železnic. Marx nadalje poda bolj splošni primer s preusmeritvijo produkcije v nenujne dobrine (Marx za te uporabi izraz »luksuzna potrošnja«); ta je eden izmed proti-ukrepov tendenčnemu padanju profitne mere, za te sfere produkcije pa je značilno, da imajo podpovprečno organsko sestavo kapitala (tj. da imajo relativno veliko število delavcev). Ta kapital črpa zanj potrebno delovno silo iz družbene rezervne armade delovne sile. 
Kar pa ne pomeni, da se s tem njena velikost dosledno zmanjšuje; delovna sila, ki jo kapital v sferi »luksuzne potrošnje« črpa, namreč »sprošča« kapital v drugih produkcijskih sferah, kot na primer metalurgiji in premogovništvu. Delovna sila, ki jo zaradi povečane produktivnosti »izvrže« kapital ene produkcijske panoga, posrka kapital druge sfere.

### Vpliv na delavski položaj
Obstoj rezervne armade delovne sile (tj. brezposelnosti) je pomemben dejavnik, ki zavira rast mezd. Cena delovne sile je, tako kot cena vsakega drugega blaga, odvisna od razmerja med ponudbo in povpraševanjem. V času gospodarskega razcveta ima kapital povišano povpraševanje po delovni sili, kar dvigne njeno ceno (mezdo); ko nastopi kriza, povpraševanje po delovni sili upade, s tem pa pade tudi njena cena.
Ne glede na nihanja gospodarske konjunkture (tj. cikla razcveta/krize) pa rezervna armada delovne sile v kapitalizmu vedno obstaja; brezposelnost obstaja tudi v času največjih gospodarskih blaginj. Kapitalist tako vedno razpolaga z rezervno delovno silo, s katero pritiska na zaposlene delavce, da sprejemajo slabše delovne pogoje (nižje mezde, daljši delovni dan, intenzivnejši tempo dela...), ki povečajo produkcijo presežne vrednosti (s tem pa tudi profitno mero). 
Če se delavci upirajo, jih kapitalist opomni, da so nadomestljivi, da lahko iz vrst rezervne armade takoj najde kandidate, ki bodo zapolnili njihova mesta. Množica brezposelnih delavcev je za kapitalista nadalje pomembna v primeru stavk, saj so zanj pomemben vir stavkokazov. 

#### Kvalificirana in nekvalificirana delovna sila
Pri pritisku rezervne armade delovne sile na zaposlene delavce je nekvalificirana delovna sila v toliko slabšem položaju, saj lahko njeno delovno mesto zasede večji izbor družbene delovne sile. Drugače: nekvalificirana dela lahko opravlja tudi kvalificirana delovna sila, v obratni smeri pa je proces počasnejši (še posebej če poklic zahteva več let šolanja). 
Ena izmed prvih instinktnih potez sindikalnega boja je tako poklicni sindikalizem; organiziranje delavcev po poklicih. S tem si posamezni poklici prizadevajo vzdrževati položaj kvalificirane delovne sile na dva načina. Prvi način je vzpostavitev kolektivnih pogodb in regulacij, ki veljajo le za posamezne poklice. Drugi način je omejen obseg stroke, s čimer se zmanjša konkurenca med kvalificiranimi delavci. To velja tako za zaposlene kot brezposelne kvalificirane delavce; pritisk rezervne armade delovne sile je na kvalificirane poklice manjši kot na nekvalificirana delovna mesta.
Razvoj produktivnih sil pa postopno zmanjšuje relevantnost takšnega pristopa. Tehnološki razvoj tudi pri kvalificiranem delu krajša obdobje potrebnega uvajanja in urjenja, omogoča pa tudi razbitje prej kompleksnega dela na serijo enostavnih nalog (primer tega je znanstveni menedžment oziroma taylorizem). Pri tem vsak delavec opravlja omejen nabor enostavnih in monotonih gibov; njegov končni izdelek je pol-produkt, ki se šele s pol-produkti ostalih delavcev združi v celoto. Kar pa slabi položaj kvalificirane delovne sile; tudi zato, ker ta postane lažje zamenljiva, se pritisk rezervne armade nanjo povečuje.